# 양주덕현초등학교
양주덕현초등학교는 대한민국 경기도 양주시 고읍동에 있는 초등학교다.

## 학교 연혁
- 1937년 3월 27일 사립덕현학원 개설 (경기도지사 인가)
- 1946년 9월 7일 유양공립국민학교 광사분교장 인가
- 1950년 2월 11일 덕현국민학교 승격(9학급)
- 1981년 3월 10일 병설유치원 개원
- 1996년 3월 1일 양주덕현초등학교로 개칭
- 2006년 9월 7일 개교 60주년기념 가을운동회
- 2010년 8월 25일 다목적실 개관식
- 2011년 11월 2일 방과후 페스티벌 주관(3권역 초,중 21개교 참가)
- 2012.09.01 제17대 신호권 교장 부임
- 2013.02.15 제63회 졸업장 수여식(232명) (총6758명 졸업생 배출)
- 2013.03.01 44학급 편성(병설유치원 2학급 포함)